# Kim Jaggy
Kim Jaggy (Varen, 14 november 1982) is een Zwitsers profvoetballer die sinds de zomer van 2016 uitkomt voor FC Rapperswil-Jona uit Zwitserland.

## Carrière
Jaggy heeft Haïtiaanse ouders, maar werd geboren in Varen, Zwitserland. Hij heeft dan ook de Zwitserse nationaliteit, en heeft al enkele wedstrijden voor het Zwitsers voetbalelftal onder 21 gespeeld. In 1999 tekende de verdediger een contract bij Grasshopper-Club Zürich. De eerste twee seizoenen speelde hij slechts één wedstrijd, maar daarna groeide hij uit tot een basisspeler, die deel uitmaakte van de kampioenselftallen van 2001 en 2003.
Op 22 juni 2007 werd bekendgemaakt dat Jaggy een contract voor twee seizoenen had getekend bij eredivisionist Sparta Rotterdam. Na twee jaar besloot de club het contract niet te verlengen. Jaggy vertrok en verdiende een contract bij Skoda Xanthi in Griekenland. Na twee seizoenen vertrok hij in de zomer van 2011 vervolgens naar FC Wil, een Zwitserse club.
In 2011 werd hij opgeroepen voor het Haïtiaans voetbalelftal.

## Clubstatistieken
| Seizoen | Club                    | Duels | Goals | Competitie        |
| ------- | ----------------------- | ----- | ----- | ----------------- |
| 1999/00 | Grasshopper-Club Zürich | 1     | 0     | Axpo Super League |
| 2000/01 | Grasshopper-Club Zürich | 0     | 0     | Axpo Super League |
| 2001/02 | Grasshopper-Club Zürich | 13    | 0     | Axpo Super League |
| 2002/03 | Grasshopper-Club Zürich | 20    | 0     | Axpo Super League |
| 2003/04 | Grasshopper-Club Zürich | 17    | 0     | Axpo Super League |
| 2004/05 | Grasshopper-Club Zürich | 30    | 0     | Axpo Super League |
| 2005/06 | Grasshopper-Club Zürich | 32    | 0     | Axpo Super League |
| 2006/07 | Grasshopper-Club Zürich | 21    | 0     | Axpo Super League |
| 2007/08 | Sparta Rotterdam        | 27    | 0     | Eredivisie        |
| 2008/09 | Sparta Rotterdam        | 20    | 0     | Eredivisie        |
| 2009/10 | Skoda Xanthi            | 28    | 0     | Alpha Ethniki     |
| 2010/11 | Skoda Xanthi            | 17    | 0     | Alpha Ethniki     |
| 2011/12 | FC Wil 1900             | 28    | 0     | Challenge League  |
| 2012/13 | FC Wil 1900             | 34    | 1     | Challenge League  |
| 2013/14 | FC Aarau                | 33    | 0     | Axpo Super League |
| 2014/15 | FC Aarau                | 35    | 0     | Axpo Super League |
| 2015/16 | FC Aarau                | 29    | 0     | Challenge League  |
| Totaal  | Totaal                  | 385   | 1     |                   |